# Benalu

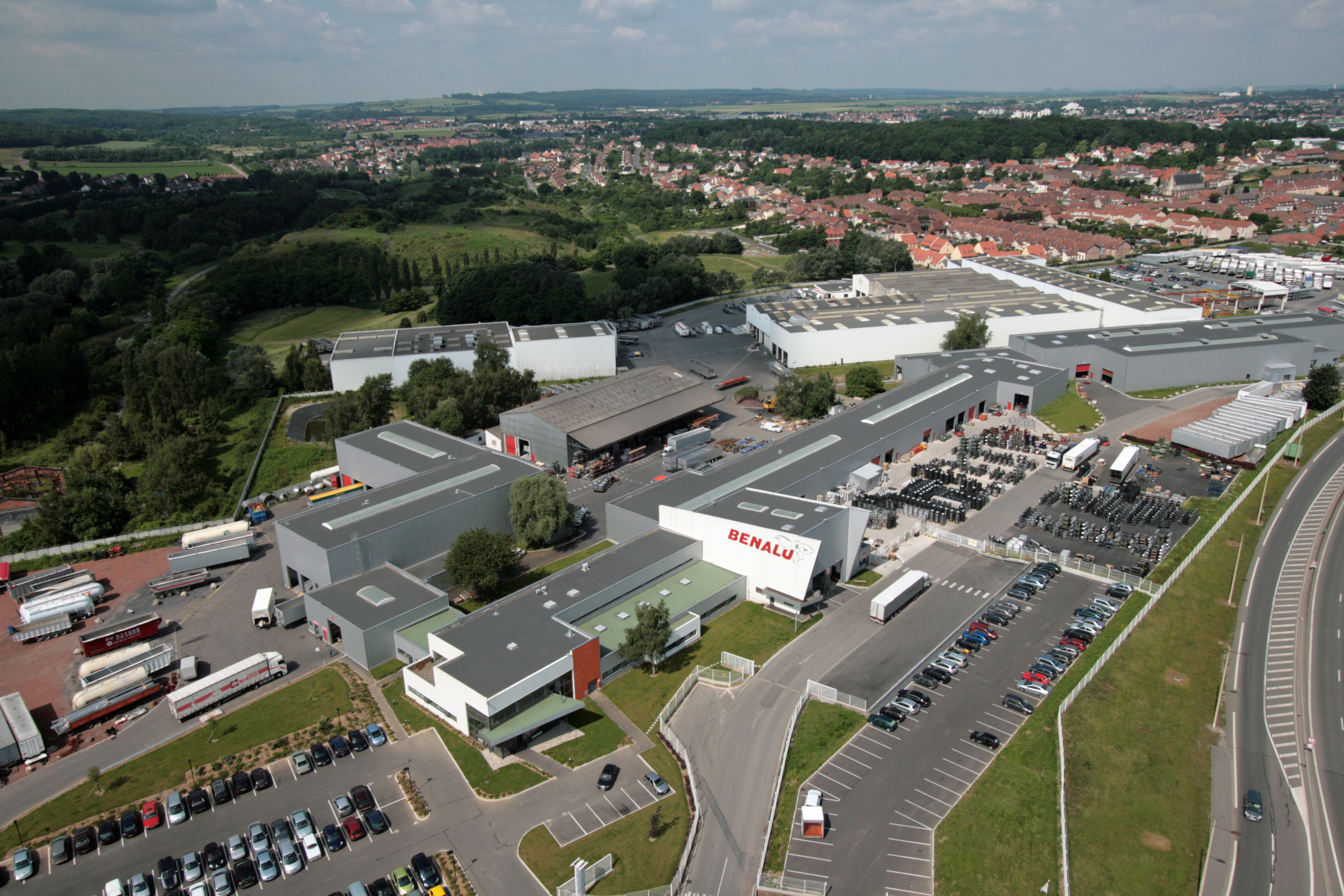
L'usine Benalu de Liévin.

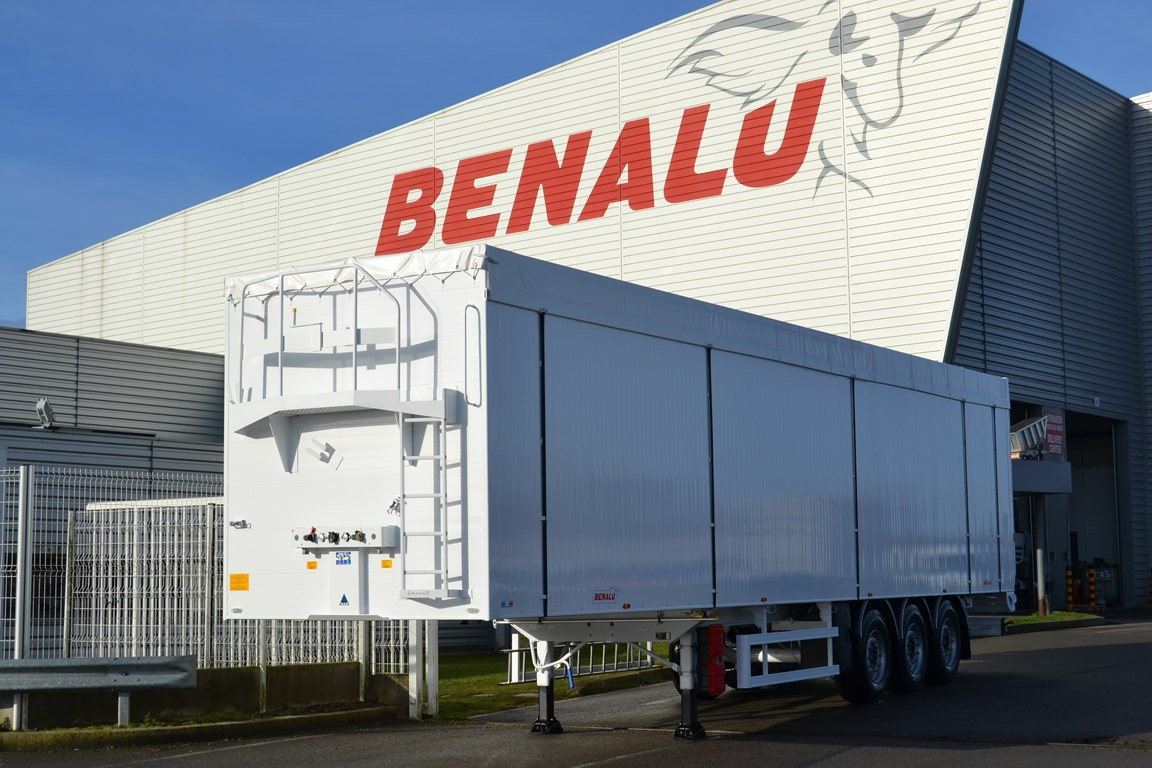
Une remorque en aluminium.

Benalu est une société française spécialisée dans la fabrication de véhicules en aluminium pour le transport en vrac. Créée en 1967 par Hubert Pora et Dominique Bonduelle, elle est basée sur le site de Liévin dans le Pas-de-Calais.
Elle possède une filiale Bennes Marrel basée à Andrézieux-Bouthéon spécialisée en véhicules acier. En 2017, elle a racheté une société polonaise, Mega, s'ouvrant ainsi les marchés de l'Europe de l'Est et du Nord. Cette acquisition doit permettre à Benalu de consolider sa position de leader européen sur le segment des véhicules de transport de vrac solide.
Elle a également développé des nouveaux services de réparation, de pièces de rechange et d'assistance dépannage.
En 2015, avec un chiffre d'affaires de 65 millions d'euros en 2015 dont 35 % à l'export, l'entreprise emploie plus de quatre cents salariés, a déposé plus d'une quinzaine de brevets et fabrique environ deux mille véhicules par an. Par l'innovation, Benalu s'adapte aux évolutions du marché.

## Historique
L'entreprise Benalu est créée en 1967 par Hubert Pora et Dominique Bonduelle. Comme son nom l'indique, l'entreprise s'est spécialisé dans la fabrication de bennes en aluminium, segment de marché sur lequel elle n'a pas eu de concurrents pendant huit ans. Rapidement, dès 1970, l'entreprise s'est tournée vers les marchés internationaux, avec de premières exportations vers l'Allemagne et la Belgique, tout en renforçant progressivement sa couverture du territoire national (en 1971, Benalu est présente partout en France). D'abord basée à Hénin-Beaumont, dans les Hauts-de-France, Benalu est rapidement confrontée à un manque d'espace, qui limite d'autant son expansion. Elle ouvre alors un second site dans la ville de Liévin.
En 1974, la crise pétrolière entraîne l'effondrement du marché des poids lourds, touchant l'ensemble des acteurs du secteur, dont Benalu. L'entreprise fusionne alors avec Hydraulique Artois et Somevi, donnant naissance à Benalu International. Benalu négocie la prise de contrôle par Alusuisse France en 1975, filiale d'une multinationale suisse et cinquième fabricant mondial d'aluminium, permettant à l'entreprise de renforcer son savoir-faire. En 1977, Benalu International devient Benalu Division Alusuisse France.
En avril 1982, Alusuisse cède 80 % de ses parts à Fruehauf France. Au fil des années, Benalu augmente sa part de marché et son taux de pénétration sur le marché français. En janvier 1988, Benalu, détenue à 100 % par Fruehauf France, rejoint la Société européenne de semi-remorques (SESR) qui regroupe aussi Trailor, Blond Baudoin et SMB. En 1989, la production s'élève à 2 070 bennes dont 660 à l'export. Cette même année, une nouvelle crise du secteur du transport entraîne la chute du marché, autant en France qu'à l'export. L'année 1992 est une année noire pour l'entreprise : avec des marges réduites, Benalu renforce sa productivité, travaille à l'amélioration de la qualité et bénéficie en 1994 d'une relance de son activité.
L'entreprise fusionne avec le groupe General Trailers France en mai 2000, tout comme Trailor - Fruehauf France et Blond Baudouin. Benalu devient alors General Trailers Hénin Beaumont Liévin.
De 2003 à 2004, le groupe est placé en redressement judiciaire et est racheté par le groupe Caravelle. General Trailers Hénin - Liévin devient donc Benalu SNC, filiale du groupe Caravelle.
En 2006, Benalu SNC devient une société par actions simplifiée (SAS) et ouvre une succursale située à Nangis en Île-de-France. 
L'ensemble des activités est regroupé sur le site de Liévin l'année suivante, et en 2010 Benalu acquiert la société Bennes Marrel située à Andrézieux-Bouthéon pour la fabrication de bennes en acier.
En 2017, l'acquisition de Mega, acteur polonais du secteur, spécialisé dans la fabrication de bennes en aluminium et en acier, lui ouvre de nouvelles perspectives, notamment en Europe de l'Est et en Scandinavie.
Toujours en 2017, un accord a été trouvé avec la mairie de Liévin, permettant à Benalu de s'étendre. Grâce à un échange de parcelles, l'entreprise dispose désormais de 2 000 m2 supplémentaires de terrain pour déployer ses activités.

## Gamme
La gamme proposée par Benalu permet de couvrir les besoins en bennes de transport des secteurs de la construction, de l'agroalimentaire, de l'environnement (transport de ferraille, de déchets industriels et ménagers…). Une offre spécifique a été mise au point pour les besoins des transports combinés internationaux (usage intermodal).